# Charles Bertrand d'Entraygues

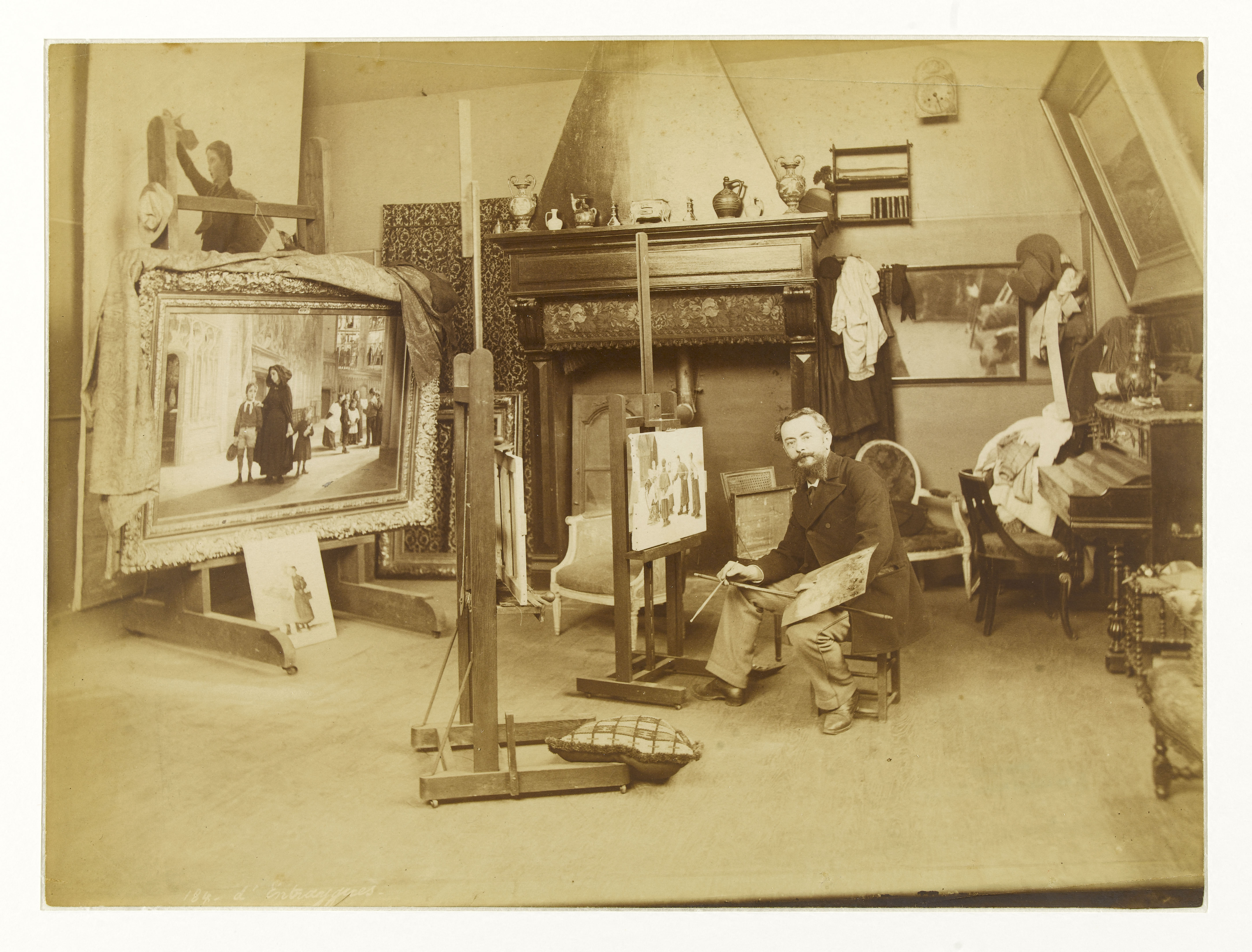
Attribué à Edmond Bénard, Charles Bertrand d'Entraygues dans son atelier, vers 1900, Paris, Petit Palais.

Charles Bertrand d'Entraygues né le 14 juillet 1850 à Brive-la-Gaillarde (Corrèze) et mort le 11 février 1929 à Biot (Alpes-Maritimes) est un peintre français.

## Biographie
Charles Bertrand d'Entraygues quitte Brive-la-Gaillarde pour commencer une formation artistique à Toulouse, puis en 1871 il suit les cours de l’École des Beaux-Arts de Paris où il a pour maître Isidore Pils, un peintre réaliste marqué par l'horreur du siège de Paris en 1871. Pils meurt en 1875 et d'Entraygues fait ses débuts au Salon l'année suivante en exposant L'Embarras du choix.
Rapidement, le peintre est remarqué pour sa façon des scènes de genre proches de l'imagerie populaire avec une touche humoristique qui met en scène des intérieurs familiaux, des jeux d'enfants, des scènes de rue anecdotiques, qui seront la marque de son style tout au long de sa carrière. Il expose La Table des enfants au Salon de 1882, Enfants jouant en 1884. Ces tableaux plaisent aux collectionneurs de la petite bourgeoisie, amateurs de ces scènes naturalistes et divertissantes fréquemment affectées de mièvrerie, et d'Entraygues les produit en nombre. À partir d'une mise en place de base, il modifie quelques éléments pour créer de nouvelles versions et prend probablement comme modèles les membres de sa propre famille que l'on reconnaît sur beaucoup des tableaux. Il est remarqué pour ses tableaux représentant des enfants de chœur espiègles « Monsieur d’Entraygues rend ses sujets avec une finesse inimitable. Au lieu de nettoyer le presbytère comme ils étaient censés le faire, les enfants de chœur apprennent à une perruche à chanter Au Clair de la lune. Chacun de leurs visages gamins est inestimable. ».
À quelques exceptions près, d’Entraygues expose aux Salons presque chaque année jusqu'en 1906. En 1899, il remporte la mention honorable pour La Musique adoucit les mœurs. Il réussit aussi à se faire apprécier par les collectionneurs d’art américains ; un de ses tableaux La Fin de journée (Refreshments after Toil, 1887) est sélectionné pour être exposé à l' Exposition universelle de 1893 à Chicago et figurer dans l'édition de 1894 de Famous Paintings of the World.
Dès 1875, il avait installé son atelier à Écouen où il a travaillé plus de 20 ans, puis quitte la région en 1906 pour s’installer quelque temps à Vernon, dans l’Eure. Il part ensuite à Biot où il meurt le 11 février 1929.

## Œuvres
Tableaux exposés au Salon des artistes français :
- Le Marchand forain, 1879, no 1162 ;
- La Sortie du baptême 1880, no 1352 ;
- La Table des enfants, 1882, no 982 ;
- La Barque du passeur, 1885, no 929 ;
- La Fin de la journée, 1887, no 868 ;
- Leçon de patience, 1888, no 944 ;
- Retour de la pêche, 1888, no 945 ;
- Pêcheurs de moules surpris par la marée, 1890, no 878 ;
- Le Débarquement, 1891, no 586 ;
- Le Coup de canon, 1893, no 667 ;
- La Veuve, 1895, no 697 ;
- Noir et blanc, 1896, no 766 ;
- Prenez garde à la peinture, 1897, no 609 ;
- Sur le fortifs, 1898, no 768 ;
- Un élève peu docile, 1899, no 740 ;
- La Musique adoucit les mœurs, 1899, no 741 ;
- Avant la procession, 1900, no 483 ;
- Croque-le !, 1901, no 739 ;
- Au clair de la lune, 1901, no 740 ;
- Le Goûter, 1902, no 604 ;
- La Fête de monsieur le curé, 1903, no 658 ;
- Le Coup décisif, 1904, no 676 ;
- Chacun sa part, 1906, no 589.

Œuvres de Charles Bertrand d'Entraygues
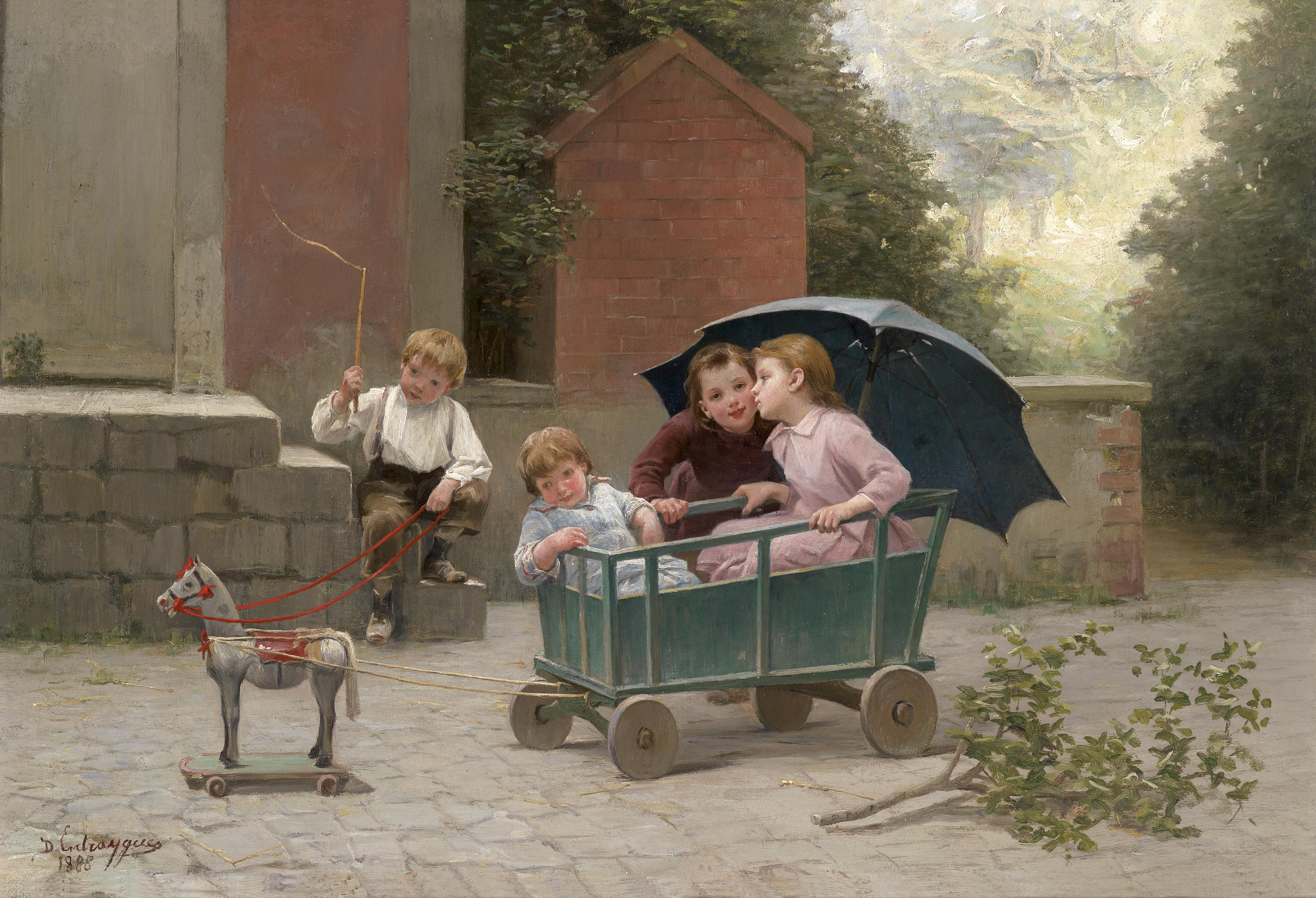
La Petite charette, 1888, localisation inconnue.
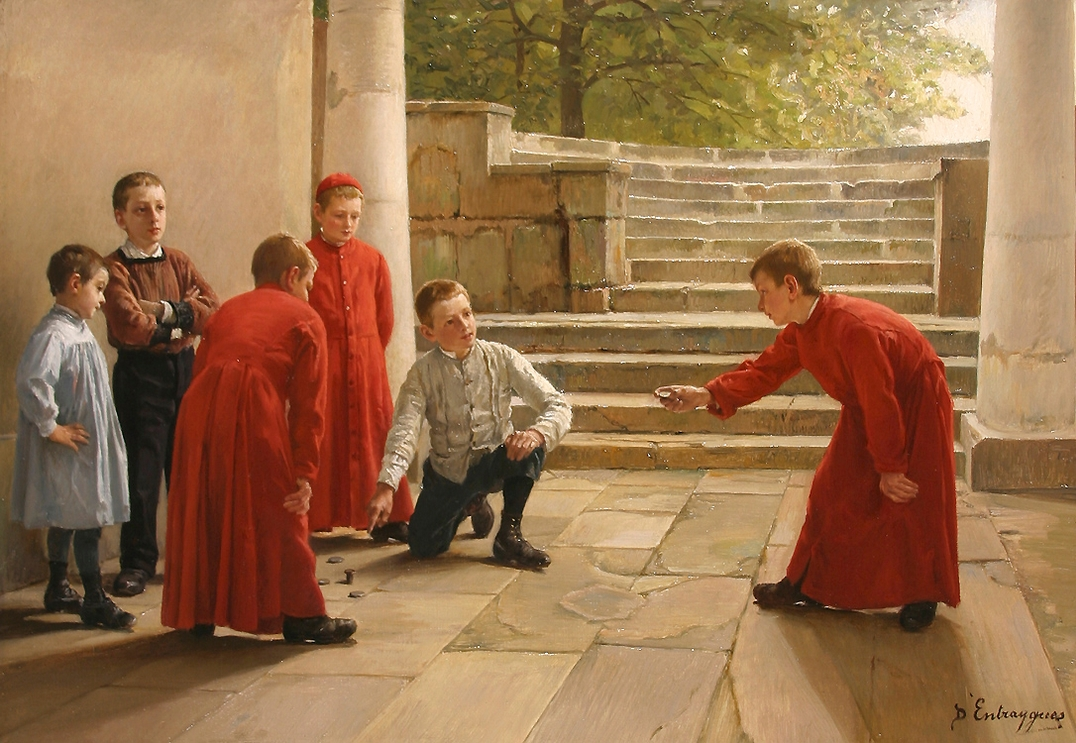
Le Coup décisif, 1904, localisation inconnue.
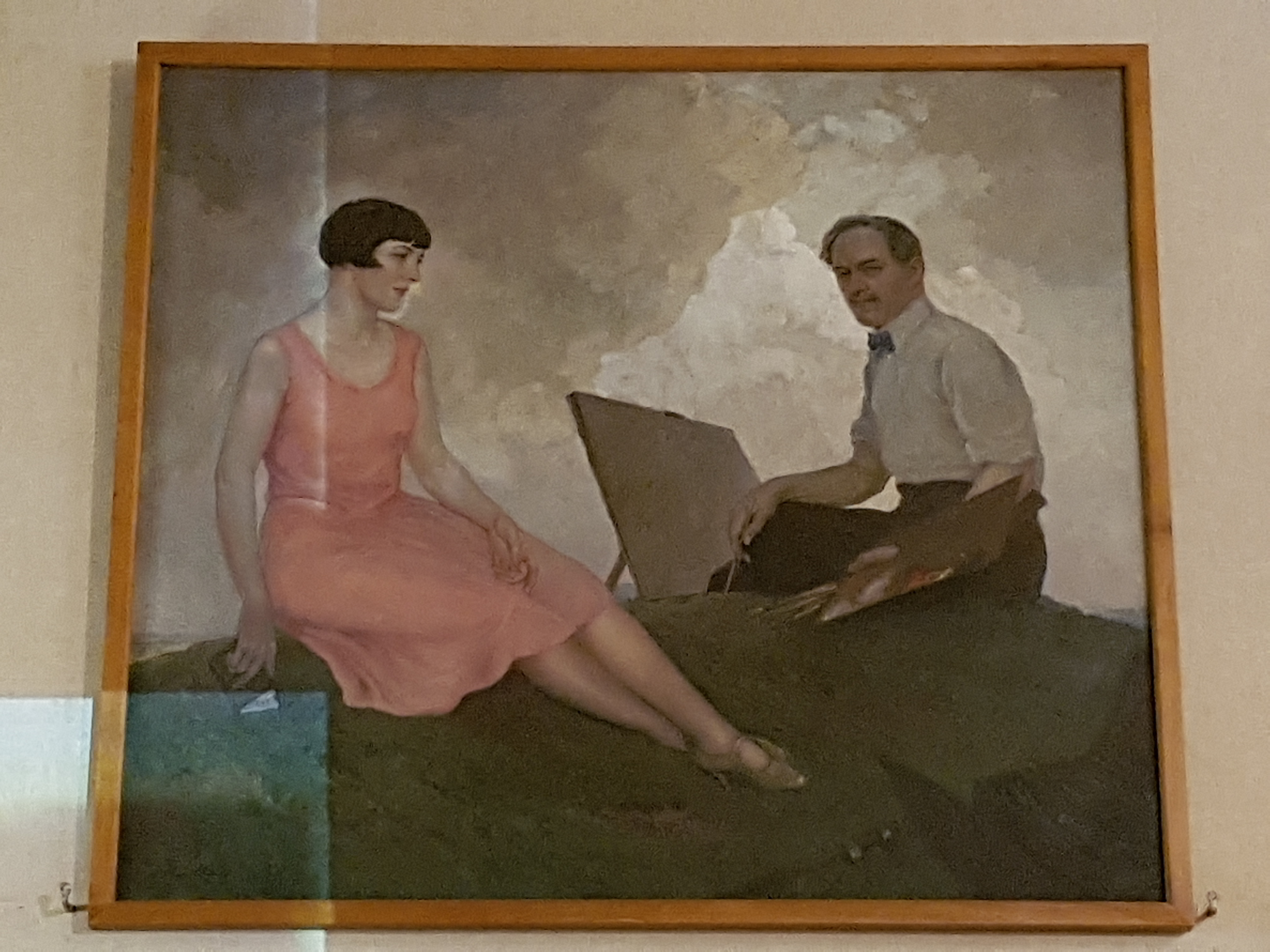
Ça mord ?, vers 1920, Vernon, musée Alphonse-Georges-Poulain.